# William de Londres († 1131)

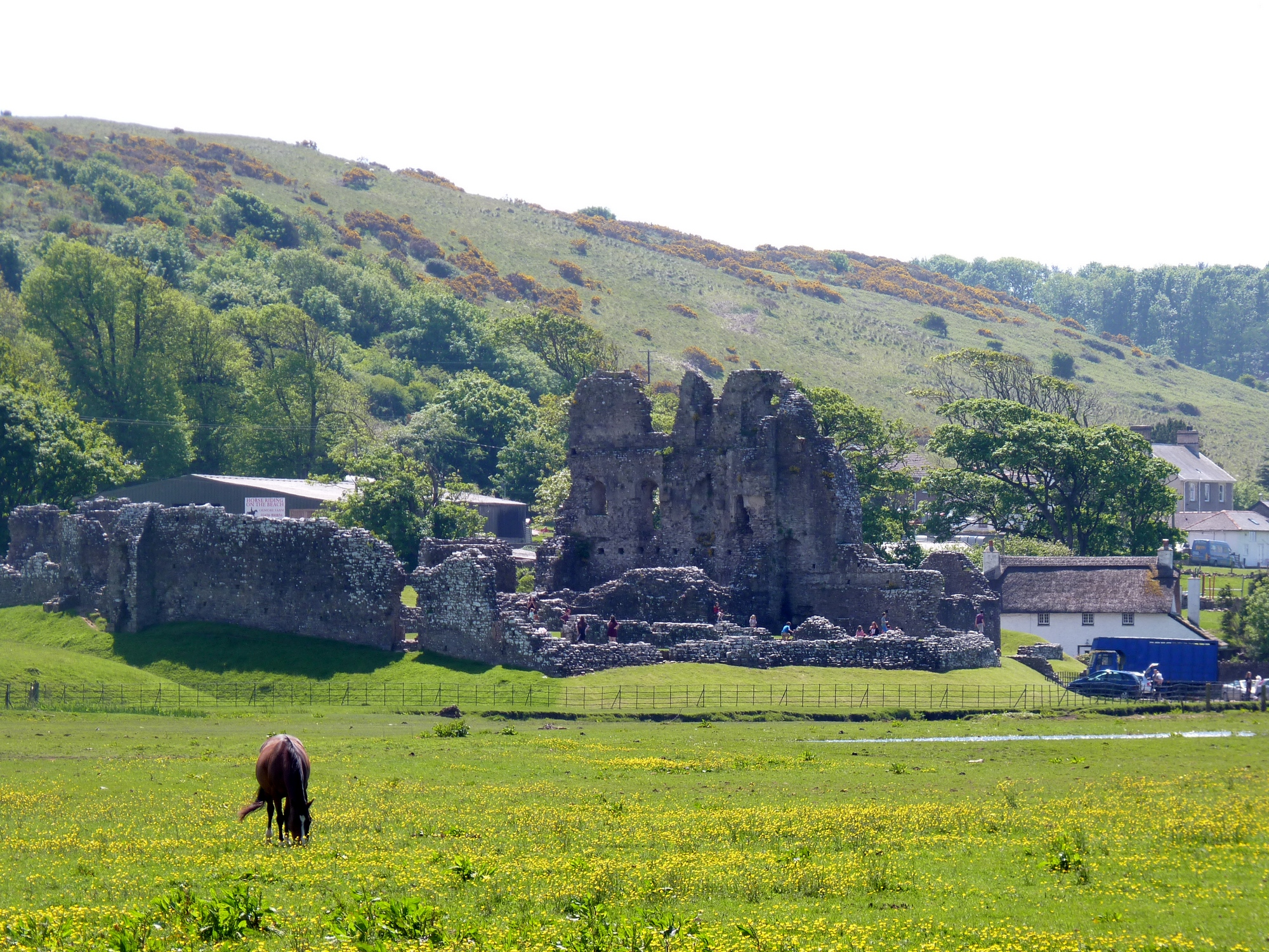
Die Ruine des von William de Londres gegründeten Ogmore Castle

William de Londres († 1131) war ein anglonormannischer Adliger. Er gehörte zu den legendären zwölf Rittern von Glamorgan, mit deren Hilfe Robert Fitzhamon gegen Ende des 11. Jahrhunderts das walisische Königreich Morgannwg eroberte. Von Robert Fitzhamon erhielt er Ogmore als Lehen, wo er Ogmore Castle sowie Dunraven Manor errichtete. Nach 1106 unterstützte er Henry de Beaumont bei der Eroberung von Gower, wo er Oystermouth Castle errichtete. Während der Rebellion von Gruffydd ap Rhys 1116 flüchtete er mit seinem Vieh und Besitz von Ogmore Castle, bei der Rebellion wurde Oystermouth Castle zerstört. Nach Ende der Rebellion kehrte er in seine Ländereien zurück und gründete vor 1126 als Tochterkloster der Abtei St. Peter von Gloucester die Priorei Ewenny bei Bridgend. 
Er war verheiratet mit Matilda, sein Erbe wurde sein Sohn Maurice.